# Kislippó
Kislippó is een plaats (község) en gemeente in het Hongaarse comitaat Baranya. Kislippó telt 327 inwoners (2001).